# Stephen Smith (Australie)
Pour les articles homonymes, voir Stephen Smith (homonymie) et Smith.
Stephen Smith (né le 12 décembre 1955 à Narrogin, Australie), est un homme politique australien. Il a occupé le poste de ministre de la Défense du 13 septembre 2010 au 18 septembre 2013 dans le gouvernement de Julia Gillard et Kevin Rudd.

## Biographie
Il étudie d'abord à l'université d'Australie-Occidentale avant d'obtenir une maîtrise en droit à l'université de Londres.
Il est membre du Parti travailliste et député de Perth.
Le 3 décembre 2007, il devient ministre des Affaires étrangères du gouvernement de Kevin Rudd succédant à Alexander Downer. Il conserve ses fonctions de ministre des Affaires étrangères dans le Gouvernement Gillard I, constitué le 28 juin 2010, et se voit confier en supplément les fonctions de ministre du Commerce.
Le 13 septembre 2010, lors de la constitution du Gouvernement Gillard II, il devient ministre de la Défense pour laisser le poste de ministre des Affaires étrangères à Kevin Rudd, et celui de ministre du Commerce à Craig Emerson.